# Гитенбах
Гитенбах (њем. Gütenbach) општина је у њемачкој савезној држави Баден-Виртемберг. Једно је од 20 општинских средишта округа Шварцвалд-Бар. Према процјени из 2010. у општини је живјело 1.243 становника. Посједује регионалну шифру (AGS) 8326020.

## Географски и демографски подаци
Гитенбах се налази у савезној држави Баден-Виртемберг у округу Шварцвалд-Бар. Општина се налази на надморској висини од 826 метара. Површина општине износи 18,5 km². У самом мјесту је, према процјени из 2010. године, живјело 1.243 становника. Просјечна густина становништва износи 67 становника/km².